# جزيرة جالوب
جزيرة جالوب، هي جزر غير مأهولة في نهر سانت لورانس وتقع في مقاطعة سانت لورانس في نيويورك، شمال شرق أوغدينسبورغ، نيويورك. 675 اكر (2.73 كم) الجزيرة مملوكة لهيئة الطاقة في نيويورك ويديرها مكتب ولاية نيويورك للمتنزهات والاستجمام والمحافظة التاريخية كمنتزه ولاية جالوب آيلاند غير المطوَّر.
تعرف جالوب تاريخيًا بمجموعة متنوعه من الأسماء، بما في ذالك جزيرة جالوب أو جزيرة جالو أو جزيرة بوتيرنوت، جزيرة ديلينجهام، جزيره ديكسون، جزيرة لالون، جزيرة لوتس، جزيرة راوند، جزيرة سيرز، جزيرة تيك، جزيرة التوأم.

## موطن الحياة البرية
تحتوي الجزيرة على مزيج من الشجيرات، المناطق المفتوحة والغابات الناضجة. وهي منطقة شتوية معروفة للنسورالصلعاء. تظل المنطقة القريبة من نهر سانت لورانس، والمعروفة باسم برك جزيرة جالوب، خالية من الجليد خلال فصل الشتاء بسبب التيارات النهرية القوية والاضطرابات. تستخدم النسور والطيور المهاجرة الأخرى ما يقرب من 1,800 أكر (7.3 كـم2) من المياه المفتوحة كمصدر غذائ في فصل الشتاء. توافر المياه المفتوحة خلال فصل الشتاء محدود داخل المنطقة: لا تزال ثلاث مناطق أخرى فقط داخل نهر سانت لورانس خالية بالمثل من الجليد.
ما يقرب من 1000فدان (4.0كيلو متر مربع) من الخلجان الضحلة على طول قناة النهر جنوب الجزيرة تشمل موطنًا لتفريخ المسكلنج، مما جعل المنطقة وجهه إقليمية مهمه لصيد الأسماك. الخلجان الكبيرة والمحمية الضحلة ذات السرعات المائية المتغيره الموجودة في البحر من جزيرة جالوب نادرة داخل المنطقة. تدعم الخلجان أيضًا الطيور المائية المهاجرة خلال فصلي الربيع والخريف، وتوجد بكثره أنواع الأسماك الأخرى، بما في ذلك الثيران البني وسمولموث باس وسمك الفرخ الأصفر.